# 圣安托万迪罗谢
圣安托万迪罗谢（法語：Saint-Antoine-du-Rocher，法語發音：[sɛ̃.t‿ɑ̃twan dy ʁɔʃe] ⓘ）是法国安德尔-卢瓦尔省的一个市镇，位于该省中北部，属于图尔区。

## 地理
圣安托万迪罗谢（47°29'46"N, 0°37'48"E）面积24.23 平方千米，位于法国中央-卢瓦尔河谷大区安德尔-卢瓦尔省，该省份为法国中西部省份，北起萨尔特省、东北接卢瓦-谢尔省，东南接安德尔省，南至维埃纳省，西临曼恩-卢瓦尔省。
与圣安托万迪罗谢接壤的市镇（或旧市镇、城区）包括：瑟雷勒、舒瓦西耶河畔尚索、沙朗蒂伊、梅特赖、图赖讷地区鲁济耶、桑布朗赛。

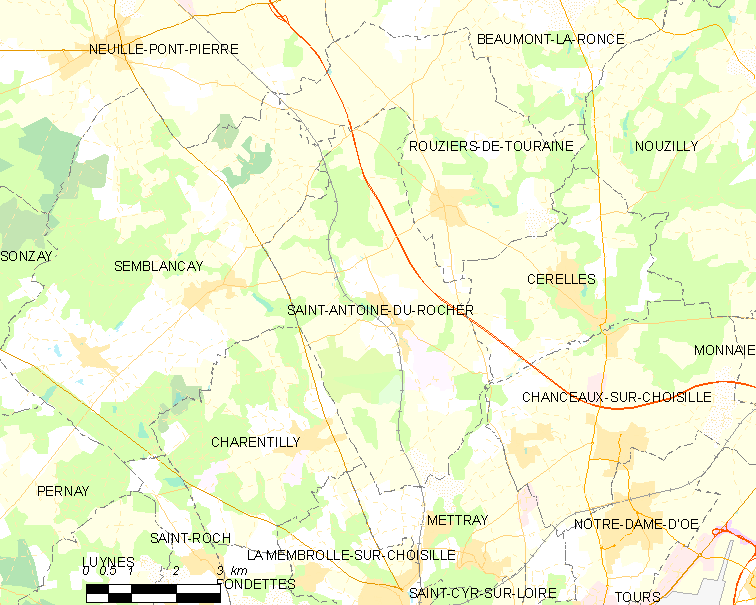
圣安托万迪罗谢的OSM定位图

圣安托万迪罗谢的时区为UTC+01:00、UTC+02:00（夏令时）。

## 行政
圣安托万迪罗谢的邮政编码为37360，INSEE市镇编码为37206。

## 政治
圣安托万迪罗谢所属的省级选区为雷诺堡县。

## 人口

1962-2008年间圣安托万迪罗谢人口变化图示

圣安托万迪罗谢于2022年1月1日时的人口数量为1786人。